# San José de Chiquitos
San José de Chiquitos è un comune (municipio in spagnolo) della Bolivia nella provincia di Chiquitos (dipartimento di Santa Cruz) con 15.855 abitanti (dato 2010).

## Cantoni
Il comune è suddiviso in 5 cantoni.
- San José de Chiquitos
- San Juan de Taperas